# علي قاضي
علي محمد علي القاضي، قيادي فلسطيني في حركة المقاومة الإسلامية حماس وقائد قوة النخبة في كتائب القسام الجناح العسكري لحماس، كان ممن خططوا لهجمات السبت 22 ربيع الأوَّل 1445 هـ (7 تشرين الأول/أكتوبر 2023 م) أو ما يعرف بعملية طوفان الأقصى.

## حياته
ينحدر القاضي من مدينة البيرة في الضفة الغربية، اعتُقل عام 2005 م بتهمة توجيه عمليات ضد إسرائيليين وتنفيذ عملية أول الغيث التي أُسر فيها جندي إسرائيلي قُتل لاحقًا وهو ساسون نورائيل في 21 سبتمبر 2005.
أُبعد إلى قطاع غزة في صفقة تبادل الأسرى في العام 2011 م بين حماس والاحتلال الإسرائيلي. استشهدت زوجته ساجدة أبو حية بالإضافة إلى أربعة من أطفاله وأصيب خامس في قصف الاحتلال على غزة خلال عملية طوفان الأقصى.

## استشهاده
أعلَن جيش الاحتلال الإسرائيلي عن مقتل علي قاضي يوم الجمعة 28 ربيع الأوَّل 1445 هـ (13 تشرين الأول/أكتوبر 2023 م) خلال هجوم جوي على قطاع غزة. لكن لم يصدر خبر تأكيد أو نفي من قبل حركة المقاومة الإسلامية «حماس».